# Георги Сивиков
Георги Иванов Сивиков или Сивеков е български революционер, деец на Вътрешната македоно-одринска революционна организация.

## Биография
Георги Сивиков е роден на 15 март 1869 година в сярското село Долни Порой, тогава в Османската империя, днес в Гърция. През 1896 година се присъединява към ВМОРО, а в 1897 година като бакалин отива в Шугово, където е пунктов началник на организацията. През 1900 година е заловен и изтезаван от турските власти, за да издаде четата на Алексо Поройлията. През 1902 година минава в нелегалност и влиза в четата на Андон Кьосето, с която се сражава в местностите Широки дол и Редките дъбе, Пехчевско. Прехвърля се в четата на Стоян Филипов и действа в Поройско. Сражава се в Старошево и местността Къздерван, Неврокопско. През 1903 година е прехвърлен в поройската чета на Христо Куслев и се бие в местността Хаджи Бейлик при железопътната линия. По-късно същата година влиза в четата на Христо Чернопеев и се сражава в Кочанско. След амнистията от 1904 година се легализира и се връща в родното си село, но през 1906 година е отново арестуван и лежи една година в солунския затвор Еди куле. Към септември 1912 година излиза отново в нелегалност и води своя чета, с която се сражава при Рамна. През 1913 година е доброволец в Македоно-одринското опълчение, в 8-а костурска дружина, а в битката при Султан тепе е пленен от сърбите. През 1914 година е освободен и в началото на Първата световна война е в 70-и пехотен полк, но в сражение бива пленен. В 1919 година се прибира в България и се установява да живее в Горна Джумая.
На 5 февруари 1943 година, като жител на Горна Джумая, подава молба за народна пенсия, която е одобрена и отпусната от Министерския съвет на Царство България.
Синът му, Александър, през Втората световна война като офицерски кандидат в 14-ти пехотен полк, загива на фронта край Шугово на 29 септември 1944 г.